# Super Bowl XXIX
Il Super Bowl XXIX fu una partita di football americano tra i campioni della American Football Conference (AFC), i San Diego Chargers, e quelli della National Football Conference (NFC), i San Francisco 49ers, per assegnare il titolo di campione della National Football League (NFL) per la stagione 1994. I 49ers sconfissero i Chargers con un punteggio di 49–26, diventando la prima squadra a vincere cinque Super Bowl. La gara fu disputata il 29 gennaio 1995 al Joe Robbie Stadium a Miami, Florida.
Questa gara è ricordata per essere il passo finale per il quarterback dei 49ers Steve Young per uscire dall'ombra del suo predecessore, Joe Montana, che aveva vinto quattro Super Bowls coi 49ers, due dei quali con Young come quarterback di riserva. Con Young in cabina di regia, e una difesa composta da solidi veterani che si erano aggiunti l'estate precedente alla squadra, San Francisco terminò la stagione regolare con un record di 13-3, il migliore della lega, guidando anche la NFL in punti segnati. I Chargers, dal canto loro, erano considerati una squadra "Cenerentola", ed erano avanzati al loro primo Super Bowl dopo aver concluso con un record di 11-5 nella stagione regolare ed aver recuperato uno svantaggio alla fine del primo tempo in entrambe le loro gare di playoff.
Young lanciò il record del Super Bowl di 6 passaggi da touchdown, venendo nominato miglior giocatore della partita. Steve completò 24 passaggi su 36 tentativi per 325 yard, e fu anche il miglior corridore della partita con 49 yard corse (la prima volta che il miglior passatore e il miglior corridore erano la stessa persona). Due dei passaggi da TD di Young furono nei primi due drive della partita. I Chargers riuscirono a riportarsi sul 14-7 alla fine del primo quarto ma poi San Francisco prese il largo. Il punteggio totale di 75 e i 10 touchdown totali rimangono un record del Super Bowl

## Formazioni titolari
Fonte:
| San Francisco     | Ruolo  | San Diego         |
| ----------------- | ------ | ----------------- |
| ATTACCO           |        |                   |
| John Taylor       | WR     | Mark Seay         |
| Steve Wallace     | LT     | Stan Brock        |
| Jesse Sapolu      | LG     | Isaac Davis       |
| Bart Oates        | C      | Courtney Hall     |
| Derrick Deese     | RG     | Joe Cocozzo       |
| Harris Barton     | RT     | Harry Swayne      |
| Brent Jones       | TE     | Alfred Pupunu     |
| Jerry Rice        | WR     | Tony Martin       |
| Steve Young       | QB     | Stan Humphries    |
| Ricky Watters     | RB     | Natrone Means     |
| William Floyd     | FB-TE  | Duane Young       |
| DIFESA            |        |                   |
| Dennis Brown      | LE     | Chris Mims        |
| Bryant Young      | NT-LDT | Rueben Davis      |
| Dana Stubblefield | RDT    | Shawn Lee         |
| Rickey Jackson    | ELE-RE | Leslie O'Neal     |
| Lee Woodall       | LOLB   | David Griggs      |
| Gary Plummer      | MLB    | Dennis Gibson     |
| Ken Norton Jr.    | ROLB   | Junior Seau       |
| Eric Davis        | LCB    | Darrien Gordon    |
| Deion Sanders     | RCB    | Dwayne Harper     |
| Tim McDonald      | SS     | Darren Carrington |
| Merton Hanks      | FS     | Stanley Richard   |